# Werbiwci (obwód chmielnicki)
Werbiwci (ukr. Вербівці) – wieś na Ukrainie, w obwodzie chmielnickim, w rejonie szepetowskim, w hromadzie Łenkiwci. W 2001 liczyła 830 mieszkańców.